# Dolmen d'Ors
Le dolmen d'Ors, appelé aussi la Piare en saintongeais ou la Pierre Pouille ou la Grosse Pierre, est le vestige d'un tumulus situé au Château-d'Oléron, sur l'île d'Oléron, dans le département français de la Charente-Maritime.

## Historique
L'édifice est mentionné une première fois par H. Luguet en 1867 et fouillé par le docteur Pineau en 1884. Au début du XXe siècle, une maison des Ponts et chaussées fut construite sur le cairn. L'édifice est classé au titre des monuments historiques en 1940. Des sondages pratiquées à la fin des années 1960 révèlent les traces d'un important habitat néolithique aux abords du site. En 1988, Luc Laporte procède à une expertise archéologique du site à la demande de la commune qui souhaitait restaurer le monument mais les vestiges découverts ont été réenterrés pour les protéger.

## Description

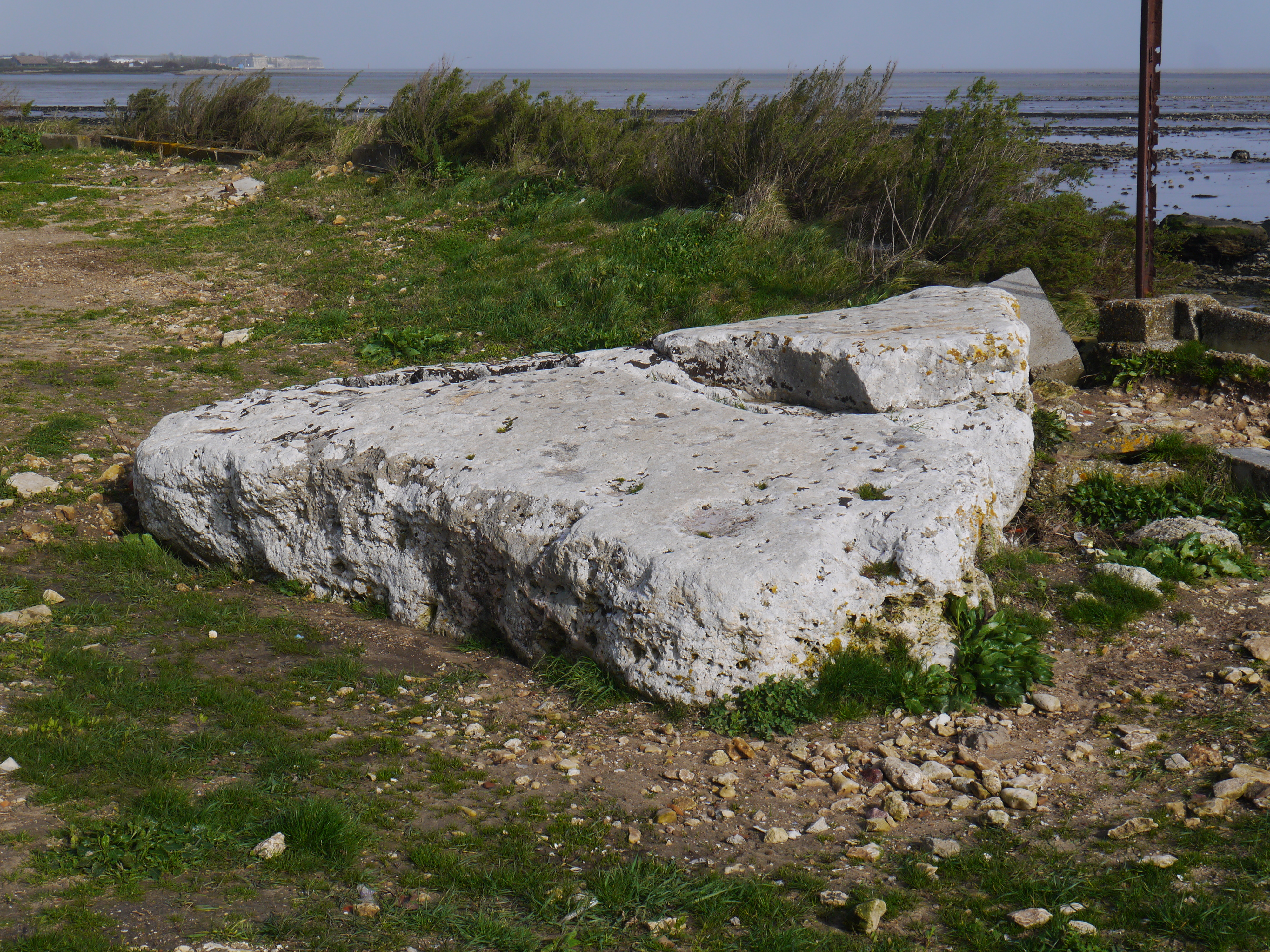
Table de couverture brisée.

Le dolmen encore visible n'occupe que l'angle sud-est d'un long tumulus quadrangulaire d'environ 30 m de long sur 20 m de large pour une hauteur maximale de 1,50 m. Le cairn renfermait plusieurs chambres à couloir, dont le dolmen dit la Pierre Pouille qui fut fouillé par Pineau en 1884. 
Le dolmen est désormais à l'état de ruine : il n'en demeure que la table de couverture de forme circulaire (16 m de circonférence pour 0,80 m d'épaisseur) qui fut brisée en deux parties par une explosion de mine. Elle recouvrait une chambre sépulcrale de forme polygonale, dont les dimensions rappellent les dolmens angoumoisins, délimitée par cinq orthostates.
Lors des fouilles de 1988, Luc Laporte découvrit, à peu près au centre du tumulus, un étroit couloir bordé de pierres sèches sur une hauteur de 0,70 m qui menait probablement à la chambre sépulcrale délimitée par 3 monolithes, et, au nord du cairn, les vestiges d'une deuxième chambre ou d'un coffre funéraire. Ces chambres n'ont pas été fouillées. Il n'est pas exclu que le tumulus, à l'origine, renfermait plusieurs autres chambres désormais disparues.
Les fouilles ont mis au jour les vestiges osseux de quatre squelettes dont ceux de deux enfants. 
L'étude du mobilier funéraire retrouvé (vingt-six tessons de céramique, trente-trois éclats de silex, quatre galets fracturés) a permis de dater la construction du dolmen du Néolithique moyen, soit entre - 4600 et -3 500.